# Charanyca brunnea
Charanyca brunnea är en fjärilsart som beskrevs av Lenz. Charanyca brunnea ingår i släktet Charanyca och familjen nattflyn. Inga underarter finns listade i Catalogue of Life.